# Abierto Mexicano Los Cabos Open 2017 - Qualificazioni singolare
Le qualificazioni del singolare dell'Abierto Mexicano Los Cabos Open 2017 sono state un torneo di tennis preliminare per accedere alla fase finale della manifestazione. I vincitori dell'ultimo turno sono entrati di diritto nel tabellone principale. In caso di ritiro di uno o più giocatori aventi diritto a questi sono subentrati i lucky loser, ossia i giocatori che hanno perso nell'ultimo turno ma che avevano una classifica più alta rispetto agli altri partecipanti che avevano comunque perso nel turno finale.

## Teste di serie
1. Quentin Halys (qualificato)
2. Matthew Ebden (qualificato)
3. Akira Santillan (qualificato)
4. Alexander Sarkissian (primo turno, ritirato)

1. Brydan Klein (ultimo turno, Lucky loser)
2. Roberto Quiroz (primo turno)
3. Sadio Doumbia (ultimo turno)
4. Evan King (qualificato)

## Qualificati
1. Quentin Halys
2. Matthew Ebden

1. Akira Santillan
2. Evan King

### Lucky loser
1. Brydan Klein

## Tabellone

### Legenda
| - Q = Qualificato - WC = Wild card - LL = Lucky loser | - ALT = Alternate - SE = Special Exempt - PR = Protected Ranking | - w/o = Walkover - r = Ritirato - d = Squalificato |

### Sezione 1
|  | Primo turno | Primo turno          | Primo turno          | Primo turno | Primo turno |  |  | Ultimo turno | Ultimo turno  | Ultimo turno  | Ultimo turno | Ultimo turno |  |
|  |             |                      |                      |             |             |  |  |              |               |               |              |              |  |
|  | 1           | Quentin Halys        | Quentin Halys        | 6           | 6           |  |  |              |               |               |              |              |  |
|  | WC          | Alan Raúl Sau Franco | Alan Raúl Sau Franco | 0           | 0           |  |  | 1            | Quentin Halys | Quentin Halys | 6            | 7            |  |
|  |             | Evan Song            | Evan Song            | 6           | 6           |  |  |              | Evan Song     | Evan Song     | 3            | 62           |  |
|  | 6           | Roberto Quiroz       | Roberto Quiroz       | 2           | 2           |  |  |              |               |               |              |              |  |

### Sezione 2
|  | Primo turno | Primo turno       | Primo turno       | Primo turno | Primo turno |  |  | Ultimo turno | Ultimo turno  | Ultimo turno  | Ultimo turno | Ultimo turno |  |
|  |             |                   |                   |             |             |  |  |              |               |               |              |              |  |
|  | 2           | Matthew Ebden     | Matthew Ebden     | 6           | 6           |  |  |              |               |               |              |              |  |
|  |             | Hans Hach Verdugo | Hans Hach Verdugo | 2           | 1           |  |  | 2            | Matthew Ebden | Matthew Ebden | 6            | 7            |  |
|  |             | Hugo Nys          | 6                 | 2           | 3           |  |  | 5            | Brydan Klein  | Brydan Klein  | 0            | 5            |  |
|  | 5           | Brydan Klein      | 3                 | 6           | 6           |  |  |              |               |               |              |              |  |

### Sezione 3
|  | Primo turno | Primo turno     | Primo turno     | Primo turno | Primo turno |  |  | Ultimo turno | Ultimo turno    | Ultimo turno    | Ultimo turno | Ultimo turno |  |
|  |             |                 |                 |             |             |  |  |              |                 |                 |              |              |  |
|  | 3/WC        | Akira Santillan | Akira Santillan | 6           | 6           |  |  |              |                 |                 |              |              |  |
|  | Alt         | Bradley Mousley | Bradley Mousley | 4           | 2           |  |  | 3/WC         | Akira Santillan | Akira Santillan | 6            | 6            |  |
|  | Alt         | Andrés Molteni  | Andrés Molteni  | 4           | 3           |  |  | 7            | Sadio Doumbia   | Sadio Doumbia   | 3            | 1            |  |
|  | 7           | Sadio Doumbia   | Sadio Doumbia   | 6           | 6           |  |  |              |                 |                 |              |              |  |

### Sezione 4
|  | Primo turno | Primo turno          | Primo turno          | Primo turno | Primo turno |  |  | Ultimo turno | Ultimo turno | Ultimo turno | Ultimo turno | Ultimo turno |  |
|  |             |                      |                      |             |             |  |  |              |              |              |              |              |  |
|  | 4           | Alexander Sarkissian | Alexander Sarkissian | 0           | r           |  |  |              |              |              |              |              |  |
|  |             | Ante Pavić           | Ante Pavić           | 6           |             |  |  |              | Ante Pavić   | Ante Pavić   | 6            | 1            |  |
|  |             | Philip Bester        | Philip Bester        | 4           | 4           |  |  | 8            | Evan King    | Evan King    | 7            | 6            |  |
|  | 8           | Evan King            | Evan King            | 6           | 6           |  |  |              |              |              |              |              |  |